# Clasificación para la Eurocopa 2004
El proceso de clasificación para la Eurocopa 2004 tuvo lugar entre septiembre de 2002 y noviembre de 2003
Participaron 50 equipos. Se formaron diez grupos en los que cada equipo jugaba con los otros dos veces, una de local y una de visitante. El primero de cada grupo se clasificó automáticamente para la Eurocopa 2004. Los diez segundos disputaron una eliminatoria para completar las cinco plazas restantes.
Portugal se clasificó directamente por ser el anfitrión. Letonia se clasificó para su primera Eurocopa tras eliminar sorpresivamente en la repesca a Turquía, la vigente semifinalista del mundial 2002.  

## Sorteo
| Bombo 1 | Bombo 2 | Bombo 3                                                                                                |
| --- | --- | --- |
| - Francia (vigente campeón) - Suecia - España - República Checa - Alemania - Irlanda - Rumania - Italia - Bélgica - Turquía              | - Rusia - Croacia - Serbia y Montenegro - Países Bajos - Dinamarca - Polonia - Inglaterra - Ucrania - Eslovenia - Escocia | - Noruega - Austria - Eslovaquia - Israel - Suiza - Islandia - Bulgaria - Finlandia - Grecia - Hungría |
| Bombo 4 | Bombo 5 | |
| - Chipre - Bosnia y Herzegovina - Bielorrusia - Gales - Estonia - Letonia - Irlanda del Norte - Macedonia del Norte - Georgia - Lituania | - Armenia - Albania - Moldavia - Islas Feroe - Azerbaiyán - Liechtenstein - Malta - San Marino - Luxemburgo - Andorra     | |

## Resultados

### Grupo 1
| Pos. | Equipo    | Pts. | PJ | G | E | P | GF | GC | Dif. | Clasificación |     | Bandera de Francia | Bandera de Eslovenia | Bandera de Israel | Bandera de Chipre | Bandera de Malta |
| ---- | --------- | ---- | -- | - | - | - | -- | -- | ---- | ------------- | --- | ------------------ | -------------------- | ----------------- | ----------------- | ---------------- |
| 1    | Francia   | 24   | 8  | 8 | 0 | 0 | 29 | 2  | +27  | Eurocopa 2004 |     | —                  | 5–0                  | 3–0               | 5–0               | 6–0              |
| 2    | Eslovenia | 14   | 8  | 4 | 2 | 2 | 15 | 12 | +3   | Play-offs     |     | 0–2                | —                    | 3–1               | 4–1               | 3–0              |
| 3    | Israel    | 9    | 8  | 2 | 3 | 3 | 9  | 11 | −2   |               |     | 1–2                | 0–0                  | —                 | 2–0               | 2–2              |
| 4    | Chipre    | 8    | 8  | 2 | 2 | 4 | 9  | 18 | −9   |               | 1–2 | 2–2                | 1–1                  | —                 | 2–1               |                  |
| 5    | Malta     | 1    | 8  | 0 | 1 | 7 | 5  | 24 | −19  |               | 0–4 | 1–3                | 0–2                  | 1–2               | —                 |                  |

 Fuente: 

### Grupo 2
| Pos. | Equipo               | Pts. | PJ | G | E | P | GF | GC | Dif. | Clasificación |     | Bandera de Dinamarca | Bandera de Noruega | Bandera de Rumania | Bandera de Bosnia y Herzegovina | Bandera de Luxemburgo |
| ---- | -------------------- | ---- | -- | - | - | - | -- | -- | ---- | ------------- | --- | -------------------- | ------------------ | ------------------ | ------------------------------- | --------------------- |
| 1    | Dinamarca            | 15   | 8  | 4 | 3 | 1 | 15 | 9  | +6   | Eurocopa 2004 |     | —                    | 1–0                | 2–2                | 0–2                             | 2–0                   |
| 2    | Noruega              | 14   | 8  | 4 | 2 | 2 | 9  | 5  | +4   | Play-offs     |     | 2–2                  | —                  | 1–1                | 2–0                             | 1–0                   |
| 3    | Rumania              | 14   | 8  | 4 | 2 | 2 | 21 | 9  | +12  |               |     | 2–5                  | 0–1                | —                  | 2–0                             | 4–0                   |
| 4    | Bosnia y Herzegovina | 13   | 8  | 4 | 1 | 3 | 7  | 8  | −1   |               | 1–1 | 1–0                  | 0–3                | —                  | 2–0                             |                       |
| 5    | Luxemburgo           | 0    | 8  | 0 | 0 | 8 | 0  | 21 | −21  |               | 0–2 | 0–2                  | 0–7                | 0–1                | —                               |                       |

 Fuente: 

### Grupo 3
| Pos. | Equipo          | Pts. | PJ | G | E | P | GF | GC | Dif. | Clasificación |     | Bandera de República Checa | Bandera de los Países Bajos | Bandera de Austria | Bandera de Moldavia | Bandera de Bielorrusia |
| ---- | --------------- | ---- | -- | - | - | - | -- | -- | ---- | ------------- | --- | -------------------------- | --------------------------- | ------------------ | ------------------- | ---------------------- |
| 1    | República Checa | 22   | 8  | 7 | 1 | 0 | 23 | 5  | +18  | Eurocopa 2004 |     | —                          | 3–1                         | 4–0                | 5–0                 | 2–0                    |
| 2    | Países Bajos    | 19   | 8  | 6 | 1 | 1 | 20 | 6  | +14  | Play-offs     |     | 1–1                        | —                           | 3–1                | 5–0                 | 3–0                    |
| 3    | Austria         | 9    | 8  | 3 | 0 | 5 | 12 | 14 | −2   |               |     | 2–3                        | 0–3                         | —                  | 2–0                 | 5–0                    |
| 4    | Moldavia        | 6    | 8  | 2 | 0 | 6 | 5  | 19 | −14  |               | 0–2 | 1–2                        | 1–0                         | —                  | 2–1                 |                        |
| 5    | Bielorrusia     | 3    | 8  | 1 | 0 | 7 | 4  | 20 | −16  |               | 1–3 | 0–2                        | 0–2                         | 2–1                | —                   |                        |

 Fuente: 

### Grupo 4
| Pos. | Equipo     | Pts. | PJ | G | E | P | GF | GC | Dif. | Clasificación |     | Bandera de Suecia | Bandera de Letonia | Bandera de Polonia | Bandera de Hungría | Bandera de San Marino |
| ---- | ---------- | ---- | -- | - | - | - | -- | -- | ---- | ------------- | --- | ----------------- | ------------------ | ------------------ | ------------------ | --------------------- |
| 1    | Suecia     | 17   | 8  | 5 | 2 | 1 | 19 | 3  | +16  | Eurocopa 2004 |     | —                 | 0–1                | 3–0                | 1–1                | 5–0                   |
| 2    | Letonia    | 16   | 8  | 5 | 1 | 2 | 10 | 6  | +4   | Play-offs     |     | 0–0               | —                  | 0–2                | 3–1                | 3–0                   |
| 3    | Polonia    | 13   | 8  | 4 | 1 | 3 | 11 | 7  | +4   |               |     | 0–2               | 0–1                | —                  | 0–0                | 5–0                   |
| 4    | Hungría    | 11   | 8  | 3 | 2 | 3 | 15 | 9  | +6   |               | 1–2 | 3–1               | 1–2                | —                  | 3–0                |                       |
| 5    | San Marino | 0    | 8  | 0 | 0 | 8 | 0  | 30 | −30  |               | 0–6 | 0–1               | 0–2                | 0–5                | —                  |                       |

 Fuente: 

### Grupo 5
| Pos. | Equipo      | Pts. | PJ | G | E | P | GF | GC | Dif. | Clasificación |     | Bandera de Alemania | Bandera de Escocia | Bandera de Islandia | Bandera de Lituania | Bandera de Islas Feroe |
| ---- | ----------- | ---- | -- | - | - | - | -- | -- | ---- | ------------- | --- | ------------------- | ------------------ | ------------------- | ------------------- | ---------------------- |
| 1    | Alemania    | 18   | 8  | 5 | 3 | 0 | 13 | 4  | +9   | Eurocopa 2004 |     | —                   | 2–1                | 3–0                 | 1–1                 | 2–1                    |
| 2    | Escocia     | 14   | 8  | 4 | 2 | 2 | 12 | 8  | +4   | Play-offs     |     | 1–1                 | —                  | 2–1                 | 1–0                 | 3–1                    |
| 3    | Islandia    | 13   | 8  | 4 | 1 | 3 | 11 | 9  | +2   |               |     | 0–0                 | 0–2                | —                   | 3–0                 | 2–1                    |
| 4    | Lituania    | 10   | 8  | 3 | 1 | 4 | 7  | 11 | −4   |               | 0–2 | 1–0                 | 0–3                | —                   | 2–0                 |                        |
| 5    | Islas Feroe | 1    | 8  | 0 | 1 | 7 | 7  | 18 | −11  |               | 0–2 | 2–2                 | 1–2                | 1–3                 | —                   |                        |

 Fuente: 

### Grupo 6
| Pos. | Equipo            | Pts. | PJ | G | E | P | GF | GC | Dif. | Clasificación |     | Bandera de Grecia | Bandera de España | Bandera de Ucrania | Bandera de Armenia | Bandera de Irlanda del Norte |
| ---- | ----------------- | ---- | -- | - | - | - | -- | -- | ---- | ------------- | --- | ----------------- | ----------------- | ------------------ | ------------------ | ---------------------------- |
| 1    | Grecia            | 18   | 8  | 6 | 0 | 2 | 8  | 4  | +4   | Eurocopa 2004 |     | —                 | 0–2               | 1–0                | 2–0                | 1–0                          |
| 2    | España            | 17   | 8  | 5 | 2 | 1 | 16 | 4  | +12  | Play-offs     |     | 0–1               | —                 | 2–1                | 3–0                | 3–0                          |
| 3    | Ucrania           | 10   | 8  | 2 | 4 | 2 | 11 | 10 | +1   |               |     | 2–0               | 2–2               | —                  | 4–3                | 0–0                          |
| 4    | Armenia           | 7    | 8  | 2 | 1 | 5 | 7  | 16 | −9   |               | 0–1 | 0–4               | 2–2               | —                  | 1–0                |                              |
| 5    | Irlanda del Norte | 3    | 8  | 0 | 3 | 5 | 0  | 8  | −8   |               | 0–2 | 0–0               | 0–0               | 0–1                | —                  |                              |

 Fuente: 

### Grupo 7
| Pos. | Equipo        | Pts. | PJ | G | E | P | GF | GC | Dif. | Clasificación |     | Bandera de Inglaterra | Bandera de Turquía | Bandera de Eslovaquia | Bandera de Macedonia del Norte | Bandera de Liechtenstein |
| ---- | ------------- | ---- | -- | - | - | - | -- | -- | ---- | ------------- | --- | --------------------- | ------------------ | --------------------- | ------------------------------ | ------------------------ |
| 1    | Inglaterra    | 20   | 8  | 6 | 2 | 0 | 14 | 5  | +9   | Eurocopa 2004 |     | —                     | 2–0                | 2–1                   | 2–2                            | 2–0                      |
| 2    | Turquía       | 19   | 8  | 6 | 1 | 1 | 17 | 5  | +12  | Play-offs     |     | 0–0                   | —                  | 3–0                   | 3–2                            | 5–0                      |
| 3    | Eslovaquia    | 10   | 8  | 3 | 1 | 4 | 11 | 9  | +2   |               |     | 1–2                   | 0–1                | —                     | 1–1                            | 4–0                      |
| 4    | Macedonia     | 6    | 8  | 1 | 3 | 4 | 11 | 14 | −3   |               | 1–2 | 1–2                   | 0–2                | —                     | 3–1                            |                          |
| 5    | Liechtenstein | 1    | 8  | 0 | 1 | 7 | 2  | 22 | −20  |               | 0–2 | 0–3                   | 0–2                | 1–1                   | —                              |                          |

 Fuente: 

### Grupo 8
| Pos. | Equipo   | Pts. | PJ | G | E | P | GF | GC | Dif. | Clasificación |     | Bandera de Bulgaria | Bandera de Croacia | Bandera de Bélgica | Bandera de Estonia | Bandera de Andorra |
| ---- | -------- | ---- | -- | - | - | - | -- | -- | ---- | ------------- | --- | ------------------- | ------------------ | ------------------ | ------------------ | ------------------ |
| 1    | Bulgaria | 17   | 8  | 5 | 2 | 1 | 13 | 4  | +9   | Eurocopa 2004 |     | —                   | 2–0                | 2–2                | 2–0                | 2–1                |
| 2    | Croacia  | 16   | 8  | 5 | 1 | 2 | 12 | 4  | +8   | Play-offs     |     | 1–0                 | —                  | 4–0                | 0–0                | 2–0                |
| 3    | Bélgica  | 16   | 8  | 5 | 1 | 2 | 11 | 9  | +2   |               |     | 0–2                 | 2–1                | —                  | 2–0                | 3–0                |
| 4    | Estonia  | 8    | 8  | 2 | 2 | 4 | 4  | 6  | −2   |               | 0–0 | 0–1                 | 0–1                | —                  | 2–0                |                    |
| 5    | Andorra  | 0    | 8  | 0 | 0 | 8 | 1  | 18 | −17  |               | 0–3 | 0–3                 | 0–1                | 0–2                | —                  |                    |

 Fuente: 

### Grupo 9
| Pos. | Equipo              | Pts. | PJ | G | E | P | GF | GC | Dif. | Clasificación |     | Bandera de Italia | Bandera de Gales | Bandera de Serbia y Montenegro | Bandera de Finlandia | Bandera de Azerbaiyán |
| ---- | ------------------- | ---- | -- | - | - | - | -- | -- | ---- | ------------- | --- | ----------------- | ---------------- | ------------------------------ | -------------------- | --------------------- |
| 1    | Italia              | 17   | 8  | 5 | 2 | 1 | 17 | 4  | +13  | Eurocopa 2004 |     | —                 | 4–0              | 1–1                            | 2–0                  | 4–0                   |
| 2    | Gales               | 13   | 8  | 4 | 1 | 3 | 13 | 10 | +3   | Play-offs     |     | 2–1               | —                | 2–3                            | 1–1                  | 4–0                   |
| 3    | Serbia y Montenegro | 12   | 8  | 3 | 3 | 2 | 11 | 10 | +1   |               |     | 1–1               | 1–0              | —                              | 2–0                  | 2–2                   |
| 4    | Finlandia           | 10   | 8  | 3 | 1 | 4 | 9  | 10 | −1   |               | 0–2 | 0–2               | 3–0              | —                              | 3–0                  |                       |
| 5    | Azerbaiyán          | 4    | 8  | 1 | 1 | 6 | 5  | 20 | −15  |               | 0–2 | 0–2               | 2–1              | 1–2                            | —                    |                       |

 Fuente: 

### Grupo 10
| Pos. | Equipo  | Pts. | PJ | G | E | P | GF | GC | Dif. | Clasificación |     | Bandera de Suiza | Bandera de Rusia | Bandera de Irlanda | Bandera de Albania | Bandera de Georgia |
| ---- | ------- | ---- | -- | - | - | - | -- | -- | ---- | ------------- | --- | ---------------- | ---------------- | ------------------ | ------------------ | ------------------ |
| 1    | Suiza   | 15   | 8  | 4 | 3 | 1 | 15 | 11 | +4   | Eurocopa 2004 |     | —                | 2–2              | 2–0                | 3–2                | 4–1                |
| 2    | Rusia   | 14   | 8  | 4 | 2 | 2 | 19 | 12 | +7   | Play-offs     |     | 4–1              | —                | 4–2                | 4–1                | 3–1                |
| 3    | Irlanda | 11   | 8  | 3 | 2 | 3 | 10 | 11 | −1   |               |     | 1–2              | 1–1              | —                  | 2–1                | 2–0                |
| 4    | Albania | 8    | 8  | 2 | 2 | 4 | 11 | 15 | −4   |               | 1–1 | 3–1              | 0–0              | —                  | 3–1                |                    |
| 5    | Georgia | 7    | 8  | 2 | 1 | 5 | 8  | 14 | −6   |               | 0–0 | 1–0              | 1–2              | 3–0                | —                  |                    |

 Fuente: 

## Repesca de segundos
Todos los segundos jugaron la repesca y los ganadores se clasificaron.

### Letonia - Turquía
| 15 de noviembre de 2003, 20:15 (UTC+2) | Letonia          | 1:0 (1:0) | Turquía | Estadio Skonto, Riga                                                  |                                                                       |
|                                        | Verpakovskis 29' |           |         | Asistencia: 10 000 espectadores Árbitro(s): Giles Veissiere (Francia) | Asistencia: 10 000 espectadores Árbitro(s): Giles Veissiere (Francia) |

| 19 de noviembre de 2003, 20:30 (UTC+2) | Turquía                | 2:2 (1:0) | Letonia                        | Estadio BJK İnönü, Estambul                                       |                                                                   |
|                                        | Mansız 20' · Sükür 64' |           | Laizāns 66' · Verpakovskis 78' | Asistencia: 24 000 espectadores Árbitro(s): Anders Frisk (Suecia) | Asistencia: 24 000 espectadores Árbitro(s): Anders Frisk (Suecia) |

Letonia ganó con un resultado global de 3-2 y se clasificó para la Euro 2004.

### Escocia - Países Bajos
| 15 de noviembre de 2003, 15:00 | Escocia      | 1:0 (1:0) | Países Bajos |                                     |                                     |
|                                | McFadden 22' | Reporte   |              | Árbitro(s): Viktor Kassai (Hungría) | Árbitro(s): Viktor Kassai (Hungría) |

| 19 de noviembre de 2003, 20:30 (UTC) | Países Bajos                                                           | 6:0 (3:0) | Escocia | Ámsterdam Arena, Ámsterdam            |                                       |
|                                      | Snejider 13' · Oojier 32' · van Nistelrooy 37', 51', 67' · de Boer 65' |           |         | Árbitro(s): Ľuboš Micheľ (Eslovaquia) | Árbitro(s): Ľuboš Micheľ (Eslovaquia) |

Países Bajos ganó 6-1 en total y se clasificó para la Euro 2004.

### Croacia - Eslovenia
| 15 de noviembre de 2003, 17:30 (UTC+1) | Croacia      | 1:1 (1:1) | Eslovenia  | Estadio Maksimir, Zagreb                 |                                          |
|                                        | Dado Pršo 5' |           | Šiljak 22' | Árbitro(s): Martin Atkinson (Inglaterra) | Árbitro(s): Martin Atkinson (Inglaterra) |

| 19 de noviembre de 2003, 17:30 (UTC+1) | Eslovenia | 0:1 (0:0) | Croacia       | Estadio Bežigrad, Ljubljana         |                                     |
|                                        |           |           | Dado Pršo 61' | Árbitro(s): Nicola Rizzoli (Italia) | Árbitro(s): Nicola Rizzoli (Italia) |

Croacia ganó con un resultado global de 2-1 y se clasificó para la Euro 2004.

### Rusia - Gales
| 15 de noviembre de 2003, 19:00 (UTC+3) | Rusia | 0:0 | Gales | Estadio Lokomotiv, Moscú               |  |
|                                        |       |     |       | Árbitro(s): Lucílio Batista (Portugal) |  |

| 19 de noviembre de 2003, 19:30 (UTC) | Gales | 0:1 (0:1) | Rusia      | Millennium Stadium, Cardiff                 |                                             |
|                                      |       |           | Evseev 21' | Árbitro(s): Manuel Mejuto González (España) | Árbitro(s): Manuel Mejuto González (España) |

Rusia ganó con un resultado global de 1-0 y se clasificó para la Euro 2004.

### España - Noruega
| 15 de noviembre de 2003, 22:00 (UTC+1) | España                 | 2:1 (1:1) | Noruega     | Estadio de Mestalla, Valencia        |                                      |
|                                        | Raúl 21' · H. Berg 85' |           | Iversen 15' | Árbitro(s): Graham Poll (Inglaterra) | Árbitro(s): Graham Poll (Inglaterra) |

| 19 de noviembre de 2003, 19:30 (UTC+1) | Noruega | 0:3 (0:1) | España                                  | Ullevaal Stadion, Oslo                 |                                        |
|                                        |         |           | Raúl 34' · Vicente 49' · Etxeberria 57' | Árbitro(s): Pierluigi Collina (Italia) | Árbitro(s): Pierluigi Collina (Italia) |

España ganó con un resultado global de 5-1 y se clasificó para la Euro 2004.

## Clasificados
|          |          |              |                        |                 |         |        |            |
| Alemania | Bulgaria | Croacia      | Dinamarca              | España          | Francia | Grecia | Inglaterra |
|          |          |              |                        |                 |         |        |            |
| Italia   | Letonia  | Países Bajos | Portugal (Organizador) | República Checa | Rusia   | Suecia | Suiza      |